# Philipp Haberlandt

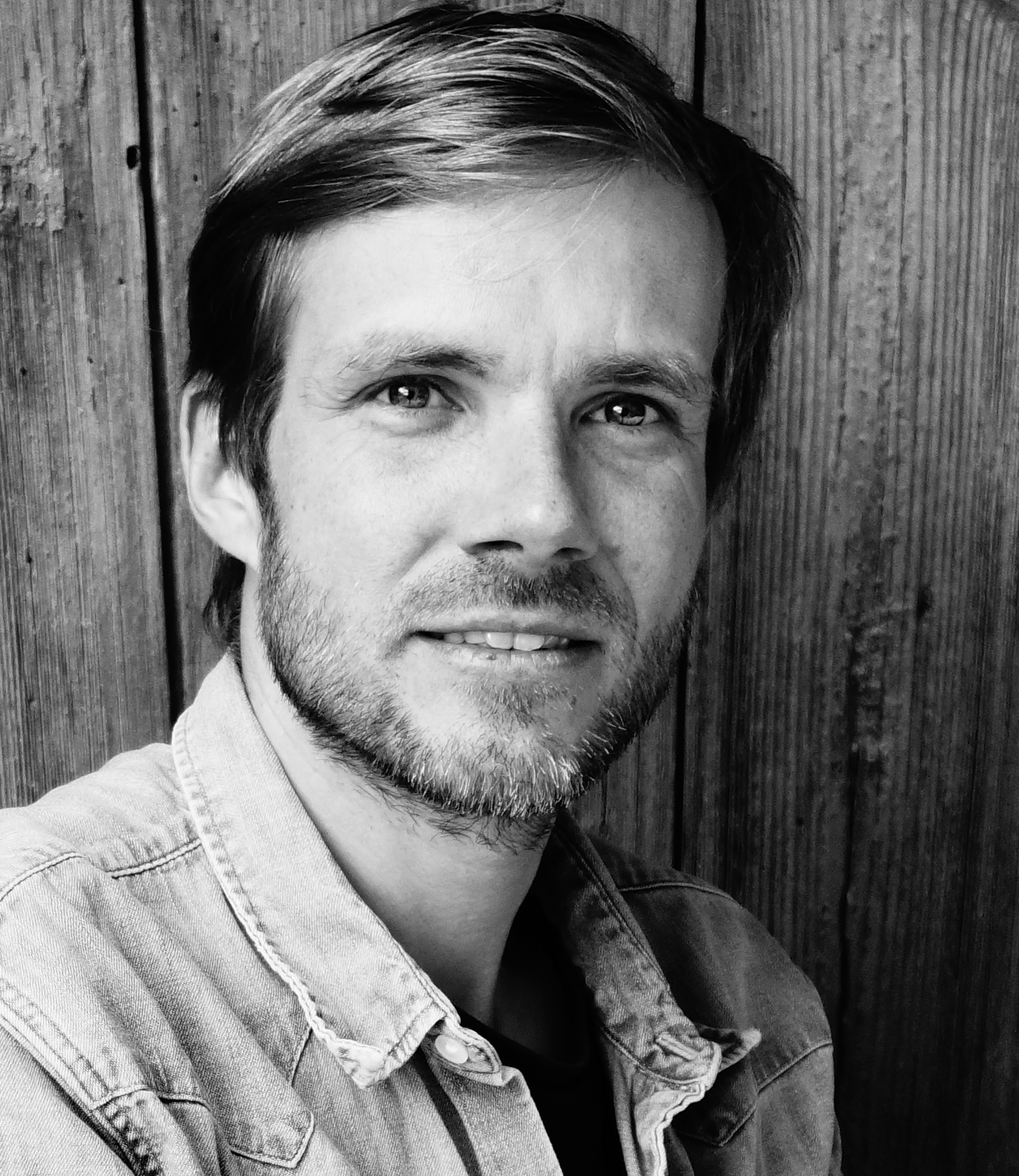
Philipp Haberlandt (2020)

Philipp Haberlandt (* 29. April 1979 in Ost-Berlin) ist ein deutscher Kameramann.

## Leben
Von 2006 bis 2012 absolvierte er ein Studium in Bildgestaltung und Kamera an der Filmakademie Baden-Württemberg. Noch in seinem Abschlussjahr wurden mit Sechzehneichen und Transpapa zwei Langspielfilme veröffentlicht, bei denen er als hauptverantwortlicher Kameramann arbeitete. Er ist der jüngere Bruder der Schauspielerin Fritzi Haberlandt.

## Filmografie (Auswahl)
- 2010: St. Christophorus: Roadkill
- 2012: Polizeiruf 110 – Fieber
- 2012: Sechzehneichen
- 2012: Transpapa
- 2015: Deutschland 83 (Ep 1–5)
- 2015: Tatort – Kälter als der Tod
- 2016: Polizeiruf 110 – Und vergib uns unsere Schuld
- 2017: Babylon Berlin (Fernsehserie)
- 2018: Beat (Fernsehserie)
- 2020: Soulmates (Ep 3+4)

## Auszeichnungen
- 2018 Deutscher Fernsehpreis für die Kameraführung in Babylon Berlin
- 2019 Preis der Deutschen Akademie für Fernsehen in der Kategorie Beste Bildgestaltung für Beat
- 2019 Grimme-Preis für Beat